# Affaire Agnès Le Roux
L'affaire Agnès Le Roux, également appelée affaire Le Roux, affaire Agnelet, ou affaire Le Roux-Agnelet est une affaire criminelle survenue à Nice (Alpes-Maritimes) en France en 1977, conclue le 11 avril 2014 par la condamnation pour assassinat du principal suspect, Maurice Agnelet, ex-amant de la disparue. À ce jour, le corps d'Agnès Le Roux demeure introuvable.
Cette affaire commence lorsque disparaît Agnès Le Roux (29 ans), héritière du palais de la Méditerranée, à partir du 27 octobre 1977. Pendant la durée de l'affaire, le principal suspect de sa disparition et meurtrier présumé est l'ex-avocat niçois et son ancien amant Jean-Maurice Agnelet.
Durant les 37 années que dure l'affaire, Renée Le Roux, mère d'Agnès Le Roux, relance régulièrement l'affaire. Après de multiples recours en appel du principal accusé, le 11 avril 2014, Maurice Agnelet est définitivement condamné pour assassinat par la cour d'assises de Rennes où a été jugée définitivement l'affaire.

## Faits et origines de l'affaire
Lors de la Toussaint, à une période estimée entre le 25 octobre 1977 et le 2 novembre 1977 (le 26 octobre 1977 étant la date retenue officiellement dans l'acte de décès établi en 2007), Agnès Gloria Le Roux, née le 14 septembre 1948 à Neuilly-sur-Seine (Seine), héritière d'une part du casino niçois le palais de la Méditerranée, disparaît subitement. Un mot troublant non daté est retrouvé dans son appartement niçois : « Désolée, je dérape. Ici se termine mon chemin. Tout est bien. Agnès. Je désire que Maurice s'occupe de tout. »,. Une enquête est lancée mais la police considère initialement l'hypothèse du suicide comme très probable. Le corps d'Agnès le Roux n'a jamais été retrouvé. La Range Rover de la jeune femme disparaît également.
L'enquête démarre en mars 1978, sur plainte de Renée Le Roux. En septembre 1978, Jean-Maurice Agnelet dit Maurice, né le 10 février 1938 à Monaco, avocat et amant d'Agnès Le Roux, qui a transféré l'argent de celle-ci sur un compte ouvert à son nom avec procuration à son autre maîtresse Françoise Lausseure, à l'époque épouse Fumat avant son futur divorce, est placé en garde à vue. Maurice Agnelet affirme qu'il séjournait avec elle à l'hôtel de la Paix, à Genève, en Suisse, lors de la disparition d'Agnès Le Roux et Françoise Lausseure confirme son alibi.

## Thèses en présence

### Thèse du ministère public et des parties civiles

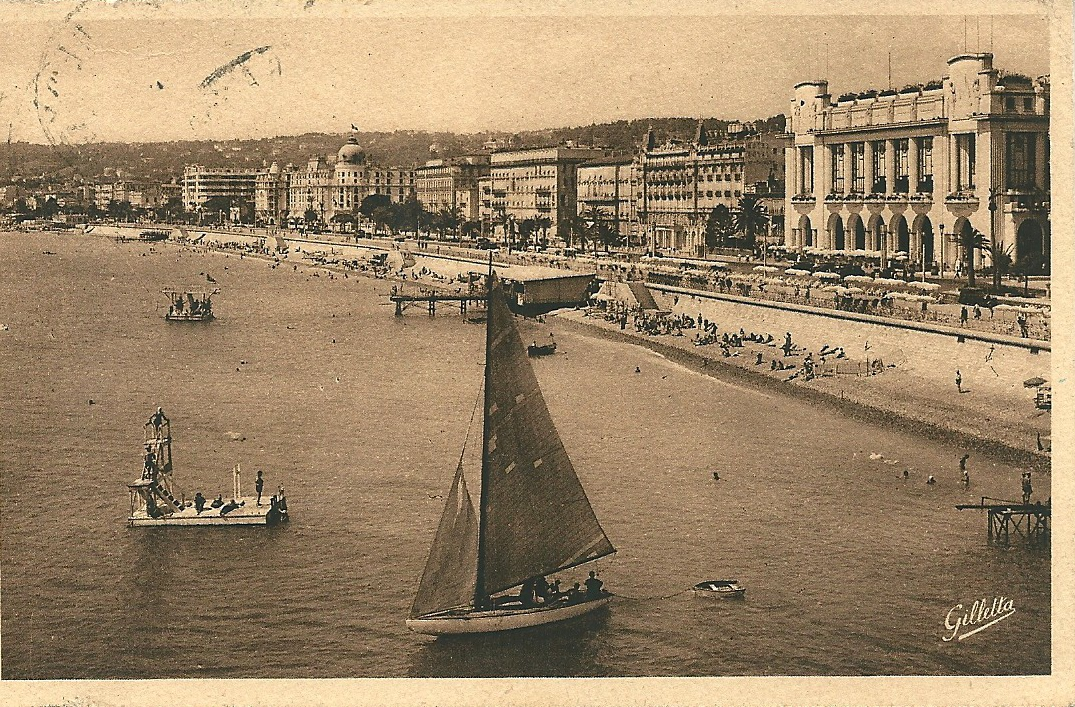
Les hôtels en front de mer de Nice au début du XXe siècle, dont le Palais de la Méditerranée, au premier plan à droite.

Le mobile présumé serait le vol de trois millions de francs que détenait Agnès Le Roux dans un contexte de conflit entre associés pour le contrôle et la direction du palais de la Méditerranée (« guerre des casinos » entre Jean-Dominique Fratoni, propriétaire de l'hôtel et casino « Le Ruhl », et Renée Le Roux, propriétaire du casino « le palais de la Méditerranée »). Renée Le Roux, ancien mannequin née Bousquet le 22 décembre 1922, décédée le 6 juin 2016 et veuve depuis 1967 d'Henri Le Roux, riche homme d'affaires né en 1899 et mort en 1967, ancien administrateur de la Société des bains de mer de Monaco, héritière et dirigeante du casino de son défunt mari avec ses quatre enfants, Patricia, Catherine, Jean-Charles et Agnès, propriétaires en indivision, est en difficulté financière après que son établissement de jeux eut perdu en une soirée quatre millions de francs à une partie de trente et quarante. Elle suspecte que la partie a été truquée par son concurrent Jean-Dominique Fratoni, soupçonné d'être en lien avec la mafia locale et proche du maire de Nice Jacques Médecin, et refuse de lui vendre l'établissement. Fratoni engage Maurice Agnelet, avocat niçois proche de la famille Le Roux, pour convaincre Agnès de s'allier à lui et intervenir dans la rédaction de l'acte de cession, l'avocat ayant eu l'ambition inaboutie de devenir le nouveau directeur du Palais de la Méditerranée. Agnès, désirant toucher sa part de l'héritage de son défunt père, accepte alors de vendre ses parts du casino à Jean-Dominique Fratoni, dirigeant d'un groupe de casinos concurrent, ce qui lui permettrait à terme, de prendre le contrôle du palais de la Méditerranée au détriment de sa mère Renée. C'est ainsi que le 30 juin 1977, en échange de trois millions de francs (environ 1,9 million d'euros de 2022) promis par Fratoni, Agnès Le Roux met sa mère en minorité lors du conseil d'administration du casino, en votant contre le renouvellement de son mandat de PDG. L'argent est versé sur un compte bancaire de la SBS (aujourd’hui UBS) à Genève, en Suisse, au nom d'Agnès Le Roux et de son avocat et amant Maurice Agnelet,.
Agnelet connaissait Agnès Le Roux, ayant été engagé par elle comme avocat lors de son divorce avec Jean-Pierre Hennequet, prononcé en juillet 1976, qu'elle avait épousé en 1969. Agnelet aurait éliminé Agnès, dont la Range Rover blanche n'a jamais été retrouvée. Les soupçons se précisent lorsque l'enquête montre qu'il a récupéré en septembre 1978 une partie des fonds versés par Fratoni dans une banque Suisse en échange des parts d'Agnès dans le casino niçois. En décembre 1978, Agnelet est radié du barreau, car dans le volet financier de l'affaire, il a été reconnu coupable de graves manquements aux règles de sa profession. Vivant au Canada depuis 1980, inculpé et arrêté à son retour en France en 1983, il bénéficie d'un non-lieu en 1985 de la part du juge Michel Mallard. Cette ordonnance a été confirmée par la chambre de l’instruction de la cour d'appel d'Aix-en-Provence. Il est alors libéré en février 1984. Son appartenance à la franc-maçonnerie, où il a été vénérable Maître d'une loge qu'il avait fondée à Nice et qui était une des loges du Grand Orient de France, a également été évoquée.
Maurice Agnelet a longtemps bénéficié du doute grâce à un alibi fourni par son ancienne compagne, Françoise Lausseure, qui avait affirmé s'être trouvée en Suisse avec lui lors de la disparition d'Agnès Le Roux. La position de Maurice Agnelet a basculé lorsque Françoise Lausseure, qui entre-temps est devenue son épouse avant de s'en séparer, a reconnu en 1999 qu'elle avait menti pour rendre service à son amant, à la demande de ce dernier.

### Thèses de Maurice Agnelet

#### Disparition volontaire suivie d'un suicide
Dans la mesure où le corps n'a jamais été retrouvé, la première explication de Maurice Agnelet est celle d'une disparition volontaire d'Agnès Le Roux, qui se serait suicidée en un endroit inconnu.

#### Assassinat par la «mafia des casinos»
Agnès Le Roux était au centre d'un conflit intense en un lieu, la Côte d'Azur française, et spécialement la ville de Nice, et en une période, en l'occurrence la seconde moitié des années 1970, où plusieurs acteurs importants de la vie économique, politique et mafieuse locale étaient en train d'élaborer des stratégies. Les noms de divers protagonistes ont été cités, tels Jean-Dominique Fratoni, Tany Zampa, Jacques Médecin, etc.
La mort suivie de la disparition matérielle d'Agnès Le Roux aurait pu servir à la mafia locale à imposer ses vues sur certaines actions stratégiques.

## Procédure judiciaire

### Juges d'instruction
- Richard Bouazis - 1978 -1979
- Michel Mallard - 1979 -1981
- François Boisseau - 1981-1983

### Procès de 1985 et condamnation de Maurice Agnelet dans le volet financier
En août 1983, un avis de recherche international est émis contre Agnelet, inculpé d'homicide et d'abus de confiance. Maurice Agnelet, qui vit depuis 1980 au Canada, rentre en France le 8 août 1983. Il est interpellé à l'aéroport de Roissy-Charles-de-Gaulle et écroué. Le 7 octobre 1983, la justice abandonne les charges pour le volet criminel du fait de son alibi de sa deuxième épouse Françoise Lausseure, si bien qu'il est libéré le 17 février 1984.
Le 30 septembre 1985, Maurice Agnelet bénéficie d'un non-lieu, mais, pour le volet financier, la cour d'appel de Lyon le condamne, le 13 novembre 1986 à trente mois d'emprisonnement, dont six avec sursis pour abus de confiance et complicité d'achat de votes. En conséquence, il est de nouveau incarcéré à partir du 17 novembre suivant, jusqu'en 1988. En décembre 1978, Agnelet avait été radié du barreau dans le cadre du volet financier de l'affaire, reconnu coupable de graves manquements aux règles de sa profession.

### Assises des Alpes-Maritimes (Nice, 2006)
- Partie civile : Georges Kiejman
- Avocat général : Pierre Cortes
- Défense : François Saint-Pierre et Jean-Pierre Versini
- Président de la cour d'assises : Jean-Luc Tournier

En juin 1999, Françoise Lausseure, ex-épouse d'Agnelet, est menacée d'accusation de complicité de recel de cadavre grâce aux enquêtes de Renée le Roux, mère d'Agnès et ancienne PDG du Palais de la Méditerranée, qui a porté plainte contre elle et Agnelet en 1997. Lausseure prend peur et se rétracte en déclarant qu'elle avait menti, qu'Agnelet n'était pas avec elle en Suisse lors de la disparition d'Agnès Le Roux. Elle confirme ce revirement en février 2000. Le 7 décembre 2000, le dossier d'homicide volontaire est rouvert chez la juge Anne Vella. Agnelet se retrouve mis en examen pour homicide.
En mars 2004, les faits sont requalifiés en assassinat. Agnelet comparaît le 23 novembre 2006 devant les assises des Alpes-Maritimes. Le jury l'acquitte le 20 décembre 2006 au bénéfice du doute mais le ministère public fait appel.

### Assises des Bouches-du-Rhône (Aix-en-Provence, 2007)
- Partie civile : Hervé Temime
- Avocat général : Pierre Cortes
- Défense : François Saint-Pierre et Jean-Pierre Versini
- Président de la cour d'assises : Jean-Pierre Deschamps

Le 11 octobre 2007, Agnelet comparaît en appel devant les assises d'Aix-en-Provence. Il est condamné à vingt ans de réclusion criminelle pour assassinat,. Il se pourvoit en cassation. Le 13 décembre 2007, sa demande de mise en liberté est rejetée. Le 15 octobre 2008, son pourvoi en cassation est rejeté et la condamnation à vingt années de réclusion criminelle devient définitive. Ses avocats saisissent aussitôt la Cour européenne des droits de l'homme.

### Développements judiciaires
Agnès Le Roux est déclarée officiellement morte le 12 avril 2007. La justice la déclare décédée le 26 octobre 1977 à Nice (acte de décès n° 751).
En 2009, Agnelet saisit la Cour européenne des droits de l'homme, estimant que les droits de la défense n'ont pas été respectés et en 2010, demande sa libération conditionnelle.
Début mars 2011, Jean-Pierre Hernandez, ancien truand marseillais jadis impliqué dans la « French Connection », affirme qu'Agnelet est innocent, car selon lui, l'assassinat aurait été commis par Jeannot Lucchesi, autre membre de la pègre qui, au moment des faits, appartenait au clan du parrain marseillais Gaëtan Zampa. Lucchesi lui aurait confié quelques mois avant sa mort, en 1987, qu'il avait tué l'héritière du casino de Nice le Palais de la Méditerranée en 1977, dans le cadre d'un contrat. Il aurait jeté son corps dans les calanques puis aurait fait écraser sa voiture et l'aurait mise à la ferraille. À la suite de cette révélation, l’avocat de la famille Zampa, Me Gilles-Jean Portejoie, dépose plainte pour complicité de « diffamation publique envers la mémoire d'un mort », accusant Hernandez d'avoir porté atteinte à l'honneur de Gaëtan Zampa. La famille Le Roux considère qu'il s'agit d'un coup de publicité à l'occasion de la sortie du livre de Jean-Pierre Hernandez tandis que les avocats de Maurice Agnelet, Maîtres Saint-Pierre et Versini-Campinchi y voient un fait nouveau qui leur permet de saisir la Cour de cassation d'un recours en révision. Leur demande est rejetée par la Commission de révision des condamnations pénales en septembre 2012. Mais le 10 janvier 2013, la Cour européenne des droits de l'homme condamne la France, car l'acte d'accusation de meurtre n'est pas formellement établi (en raison, notamment, de l'absence de cadavre) et le verdict rendu à Aix-en-Provence n'a pas été motivé. Le 31 janvier 2013, la Cour de cassation ordonne un troisième procès et Maurice Agnelet est libéré le 1er février 2013,.

### Assises d'Ille-et-Vilaine (Rennes, 2014)

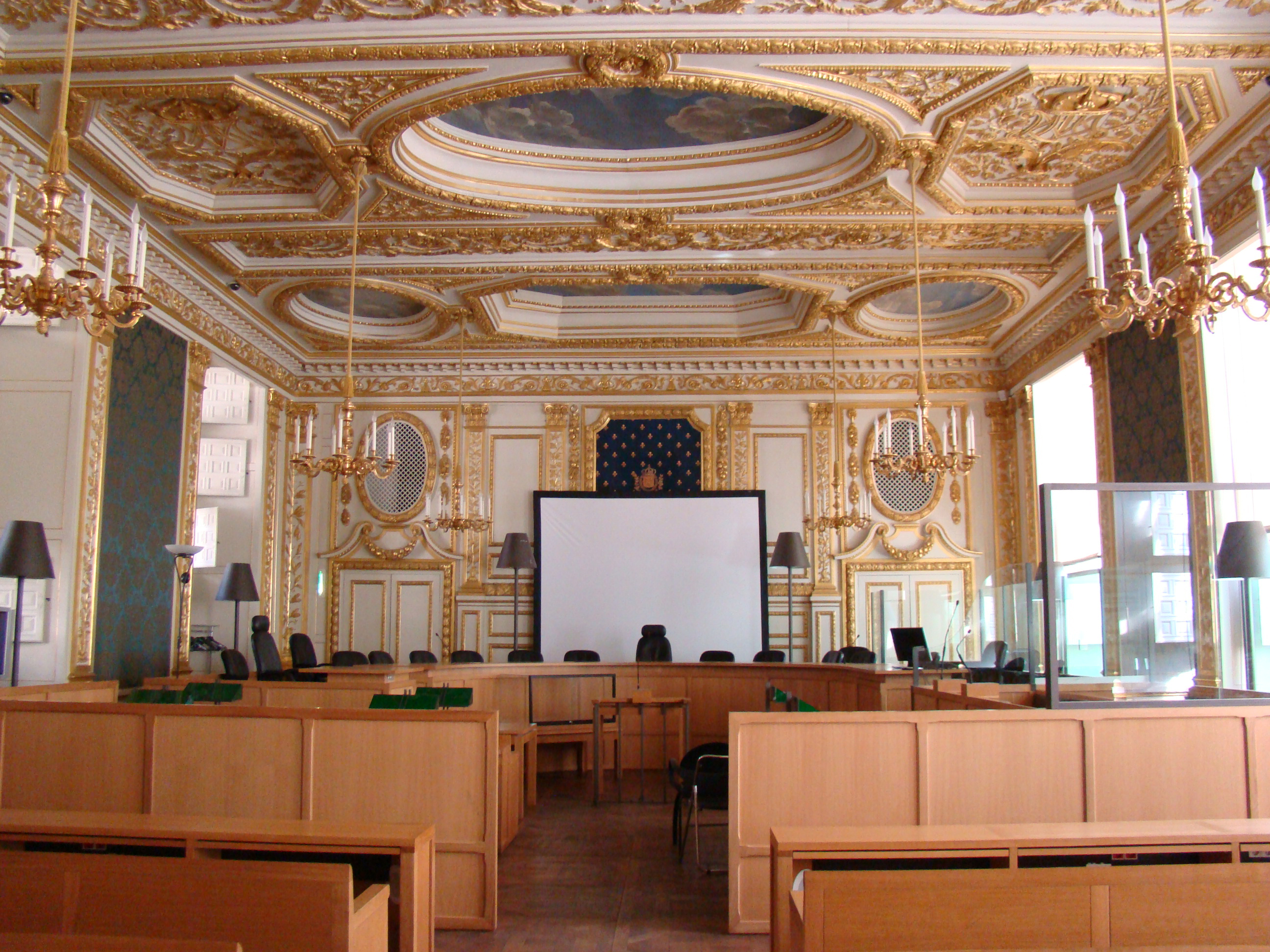
La cour d'assises d'Ille-et-Vilaine où fut jugé et condamné Maurice Agnelet.

- Partie civile : Hervé Temime et Julia Minkowski
- Avocat général : Philippe Petitprez
- Défense : François Saint-Pierre
- Président de la cour d'assises : Philippe Dary

Le procès à la cour d'assises d'Ille-et-Vilaine a lieu du 17 mars au 11 avril 2014. Le 6 avril 2014, Guillaume Agnelet, fils de Maurice Agnelet accuse son père de l'assassinat d'Agnès Le Roux, déclarant au parquet de Chambéry : « J'ai un cas de conscience. J'ai un témoignage à apporter : je suis convaincu que mon père est le meurtrier [d'Agnès Le Roux] ». Une déclaration lue à l'ouverture de l'audience à la cour d'assises d'Ille-et-Vilaine et que Guillaume Agnelet a répétée à la Cour lors d'une visioconférence depuis Chambéry. Selon Guillaume Agnelet, son père aurait reconnu être l'auteur du crime, ce qu'aurait ensuite confirmé sa mère, Annie Litas. Il aurait tué la jeune femme de 29 ans dans son sommeil d'une balle dans la tête à Monte Cassino, dans la province de Frosinone et la région du Latium, en Italie, aurait jeté ses affaires dans une rivière, abandonné le corps dans une forêt, « dénudé et à même le sol », avant de garer la Range Rover blanche d’Agnès, clé sur le tableau de bord, sur le parking d’une gare et de regagner Nice en train. La Cour ordonne le placement sous mandat de dépôt de Maurice Agnelet, alors âgé de 76 ans. Le 9 avril 2014, l'affaire tourne au psychodrame familial avec la menace de suicide, via un courriel adressé par Annie Litas, première épouse de l'accusé, à son fils Guillaume Agnelet. Annie Litas désavoue formellement son fils et rejette toutes les accusations de son fils en déclarant à l'audience : « Je trouve ça totalement irréaliste et rocambolesque. Je n'ai jamais prononcé ces propos ». Le 11 avril, le jury confirme la condamnation à vingt ans de réclusion criminelle de Maurice Agnelet. Le lendemain 12 avril, Maurice Agnelet se pourvoit en cassation.

## Suites
Le 8 juillet 2015, la Cour de cassation rejette le recours de Maurice Agnelet et la condamnation de l'accusé devient dès lors définitive,.
En mai 2015, la famille Le Roux obtient la restitution de 3 millions d'euros, héritage avec intérêts d'Agnès, qui lui avaient été donnés par Fratoni en échange de ses actions et de son vote contre sa mère au conseil d'administration du casino. Renée Le Roux meurt le 6 juin 2016 à l'âge de 93 ans.
Maurice Agnelet obtient en septembre 2020 du tribunal de l'application des peines de Caen une suspension de peine pour raison médicale. Sa libération est retardée par le parquet qui a fait appel de cette décision, estimant que la « libération anticipée pour raison médicale n'est pas justifiée ». Il bénéficie finalement d'une libération anticipée le 24 décembre 2020 et part rejoindre son deuxième fils Thomas qui s'est établi en Nouvelle-Calédonie. Il décède à Nouméa le 12 janvier 2021 d'une crise cardiaque, à l'âge de 82 ans,.

## Documentation et adaptation de l'affaire

### Documentaires télévisés
- « La disparition d'Agnès le Roux » le 20 mai 2004 (mise à jour de l'émission le 10 juin 2007) dans Faites entrer l'accusé présenté par Christophe Hondelatte sur France 2.
- « Meurtre d'Agnès Le Roux : l'amant condamné 30 ans après » le 15 octobre 2007 dans Secrets d'actualité sur M6.
- « Casino de Nice, l'héritière assassinée » le 7 octobre 2009 et « Procès de Maurice Agnelet : l'incroyable règlement de comptes familial » le 16 avril 2014 dans Enquêtes criminelles : le magazine des faits divers sur W9.
- Affaires criminelles le 27 juin 2010, premier reportage : « L'affaire Maurice Agnelet » sur NT1.
- « Affaire Agnès Le Roux : la disparue de la Riviera » le 26 mai 2017 dans Tout l'accuse sur C8.
- « Agnès Le Roux, les secrets de maître Agnelet » le 31 août 2017 dans Mémoire du Crime sur C8.
- « Mystérieuse disparition de la riche héritière » (deuxième reportage) dans « Ces guerres d'héritages qui ont fait la une » le 7 mars 2019 dans Héritages sur NRJ 12.
- « L'affaire Agnès Le Roux » le 11 juin 2022 dans Au bout de l'enquête, la fin du crime parfait présenté par Marie Drucker sur France 2.
- « Tant qu'ils ne retrouvent pas le corps - L'affaire Le Roux-Agnelet » le 26 septembre 2023, documentaire en 3 épisodes (de 55 minutes chacun) créé par Rémi Lainé et Pascale Robert-Diard, réalisé par Mosco Boucault et Rémi Lainé, diffusé sur Arte [41].

### Émission radiophonique
- « L'affaire Maurice Agnelet » le 19 janvier 2016 dans L'Heure du crime de Jacques Pradel sur RTL.
- « Agnès Le Roux, la disparition d’une héritière » le 8 septembre 2016[42] dans Affaires sensibles de Fabrice Drouelle sur France Inter.

### Adaptations fictionnelles
- L'Homme qu'on aimait trop, film réalisé par André Téchiné, présenté hors compétition au Festival de Cannes 2014 et sorti le 16 juillet 2014, avec Guillaume Canet dans le rôle de Maurice Agnelet, Adèle Haenel dans celui d'Agnès Le Roux et Catherine Deneuve dans celui de Renée Le Roux.
- Tout pour Agnès, mini-série pour France 2 diffusée en 2024, réalisée par Vincent Garenq, avec Yannick Choirat dans le rôle de Maurice Agnelet, Marie Zabukovec dans le rôle d'Agnès Le Roux et Michèle Laroque dans celui de Renée Le Roux.